# Casa de Krenkingen
Casa de Krenkingen a fost o familie nobiliară alemanică de cavaleri, activă în special în sudul Pădurii Negre. A avut relații apropiate cu Principatul Episcopal de Constanța.